# Emau
Emau ist eine Siedlung auf der Insel Upolu in Samoa.

## Geographie
Emau liegt zentral, südwestlich der Hauptstadt Apia zwischen den Siedlungen Vailoa und Tulaele.

## Klima
Das Klima ist tropisch heiß, wird jedoch von ständig wehenden Winden gemäßigt. Ebenso wie die anderen Orte von Samoa wird Emau gelegentlich von Zyklonen heimgesucht.